# 一戸愛子
一戸 愛子（いちのへ あいこ、1988年9月18日 - ）は、日本の元女性タレント、グラビアアイドル。
元SEVENTEEN専属モデル、日テレジェニック2007。

## 略歴
青森県弘前市出身。2003年、ミスセブンティーンに選ばれる。
2007年、4年間務めた雑誌『SEVENTEEN』専属モデルを卒業。その後は日テレジェニック創立10周年を記念した初めての一般公募に応募、同年8月、日テレジェニック2007に選ばれる。
2010年3月をもって芸能界引退。

## 人物
- 兄が一人いる。
- 好きな言葉：「日々精進」「精神的に向上心のないやつは馬鹿だ」夏目漱石の「こゝろ」より。理由は「この話ではそういう意味で言っているわけではないが人間は向上心が無くなったら終わりだと思うから」と述べている。
- 小さい頃の夢は漫画家、保育士、介護福祉士。
- 中学校時代はテニス部だった[1]。
- 『SEVENTEEN』時代から性格がいいランキングで常に１位で、モデル仲間からも編集部からも好かれている。
- 極度の人見知りと恥ずかしがり屋で誰にでも敬語を使ってしまい、慣れるまでに時間がかかるらしくモデル仲間からは「慣れるまでは警戒心の強い犬だけど慣れると忠誠をたてた犬みたいに人懐っこくなる」と言われている。人見知りなどの影響により他人行儀になるらしいが、それが礼儀正しくてよいとなり、合格の決め手になった。
- 目が悪いので日常生活は眼鏡をかけているが、コンタクトは滅多につけない。人の視線が恥ずかしく、眼鏡をかけることで緩和されるが裸眼でも至近距離以外だと靄がかかっているので大丈夫と話している。ただしコンタクトをつけると鮮明に見えるので親しい人といる時以外はつけないらしい。
- 高校時代は服飾デザインについて学んでいた。部活動は美術部、写真部、手芸部、映画同好会など。モデル活動をしていたために日焼けを気にしてインドアな部活になったと述べている。
- 以前は背の高いことがコンプレックスだったが、『SEVENTEEN』で『背の高いことを生かしたことをやろうと思った』という徳澤直子のコメントを見て、母親が応募したがっていた『SEVENTEEN』のオーディションの応募を許可した[1]。
- 「グラビアの仕事が心から嫌です」と公言した珍しいグラビアアイドルとして有名。
- 2008年1月26日に大井競馬場で開催された『日テレフォトジェニック2007ファン対抗!大RUNNING大会!!』で優勝し、3月11日放送の日本テレビ系「踊る!さんま御殿!!」に初出演した。
- 趣味は映画鑑賞、美術館巡り、散歩、読書、お菓子作り。
- 仕事以外で肌を露出することを極端に嫌い、夏でも長袖を羽織っている。
- 「グラビアの仕事が吐き気が起きるほど嫌で嫌で仕方がなかった、恥の多い人生を歩んでしまい、友人や親族には本当に申し訳ないです。」と引退する直前のブログで語っている。
- ジブリが大好きで小物を集めている。ディズニーは『不思議の国のアリス』と『美女と野獣』、『シンデレラ』が好き。
- 自然や宇宙、世論のことなど何でも知りたいらしくマネージャーをよく困らせているという。
- 歌が上手く、本人も歌うことは好きらしいが滅多に人前で歌わない。SEVENTEENの企画で歌うことがあり、その場にいたスタッフが驚くほどの歌声だった。
- 低くてふにゃふにゃしているから自分の声が嫌いと述べている。
- 好きな小説は「サヨナライツカ」、「ライオンハート」、「世紀末の詩」、「プリズンホテル」。
- 好きな漫画は少年漫画全般、「潔く柔く」、「100%の君へ」、「赤ちゃんと僕」、「恋文日和」、「エデンの花」、「少年少女ロマンス」、特に好きな漫画家は末次由紀とジョージ朝倉。
- 好きな作家は太宰治、浅田次郎、重松清。
- 好きな色は青、紺、水色、白。小物を選ぶ時は紺や白を選ぶ事が多いという。
- 好きな曲はクラシックと映画『ハイスクール・ミュージカル』など映画やドラマのサントラ、懐メロ。

## 出演

### 雑誌
- SEVENTEEN（2003年 - 2007年） - 専属モデル
- コミックガンボ（2007年） - グラビア
- ヤングサンデー（2007年） - グラビア（YS乙女学院）
- 陸上競技マガジン『VIVA☆陸上っ!』（2009年4月 - ）

### テレビ
- ためしてガッテン（2006年、NHK）
- 日テレジェニック美女2（2007年 - 2008年、CS日テレ） - レギュラー
- 番組対抗2007まちがいだらけのニュース検定（2007年、日本テレビ）
- ラジかるッ（2008年、日本テレビ）
- デジタルの根性（2008年、日本テレビ）
- 踊る!さんま御殿!!（2008年、日本テレビ）
- 全力坂（2008年、テレビ朝日）
- 日テレジェニックの宝箱リターンズ（2008年、日テレプラス） - レギュラー
- ATVニュースワイド（2008年、青森テレビ）
- 正直先生のエネルギー講座（2008年、青森テレビ）
- おしゃべりハウス（青森テレビ）
- グラビアの美少女（MONDO21）
- 産地直送アイドルお取り寄せ!（2009年1月 - 、エンタ!371）
- eふるさとe笑顔 （2009年7月 - 2010年3月、青森テレビ）
- ゴッドタン （2010年1月20日、テレビ東京）

### DVD
- 日テレジェニック2007 Memories（2008年2月27日、バップ）
- aikoでshow!（2009年6月20日、トリコ）
- SWINUTION（2010年6月19日、トリコ）

### 舞台
- Air studio
  - 「東京ZOOM II」第二週目（脚本：藤森一朗 / 演出：藤森一朗）
  - 「SAKURA」第四週目（脚本：藤森一朗 / 演出：今田尚志）

### CM
- SEVENTEEN（鈴木えみ、北川景子と共演）
- パンチクラブ（放送終了告知）

### Web
- Girls Web Magazine JOIN（2007年） - 専属モデル